# Федеральний інститут досліджень (Німеччина)
Федеральний інститут досліджень (BAM) — це вищий федеральний орган влади та відомчий науково-дослідний заклад Німеччини зі штаб-квартирою в берлінському районі Ліхтерфельді. Відповідно до свого керівного принципу «Безпека в техніці та хімії» заклад займається суспільною технічною безпекою й метрологічними завданнями зав'язані на хімії. На БАМі працює близько 1600 працівників.

## Історія
Історичні корні тягнуться з початку 1871 року, коли Німеччина об'єдналась і утворився Механічно-технічний центр (Mechanisch-Technische Versuchsanstalt). У 1904-19 роках існував Königliches Materialprüfungsamt. У 1920-45 роках було Державне управління матеріальним забеспеченням (MPA), а в 1919-45 роках — Хімічно-технічний райхсанштальт (CTR).
У 1954 році був утворений Бундесанштальт по хімічним і механічним обробкам матеріалів, який у 1956 році став Бундесанштальтом по обробці матеріалів. У 1969 році він перетворився на урядове агентство (Bundesoberbehörde). В 1986 році перейменувалось на Федеративний інститут досліджень.

## Діяльність
В рамках взаимосвязанных областей материалов, химии, окружающей среды и безопасности основными направлениями являются:
- В межах взаємопов'язаних областей матеріалів, хімії, довкілля й безпеки — головними завданнями є:
- Законодавчі функції, пов'язані з технічною безпекою в суспільній сфері, надто стосовно небезпечних матеріалів і речовин.
- Співробітництво в розробці законодавчіх норм.
- Консультація федерального керівництва і промисловості у питанні безпеки матеріалів і хімічних технологій
- Розробка і поставка довідкових матеріалів і методів, зокрема, для хімічних аналізів і випро
- Сприяння в розробці стандартів і технічних регламентів для оцінки речовин, матеріалів, структур і процесів, з врахуванням прогнозового збитку і збереження національних економічних цінностей.